# Aziz Nasirzadeh
Aziz Nasirzadeh (persan : عزیز نصیرزاده ; né en 1965) est un officier militaire iranien et ministre de la Défense depuis août 2024. Il est chef d'état-major adjoint des forces armées de la république islamique d'Iran de septembre 2021 à 2024, et commandant de l'armée de l'air iranienne (IRIAF) d'août 2018 à septembre 2021. Il est précédemment chef d'état-major de l'armée de l'air iranienne. C'est un vétéran de la guerre Iran-Irak.

## Biographie

### Carrière
Aziz Nasirzadeh a commencé sa carrière militaire comme pilote de chasse sur F-14 Tomcat. Il est un vétéran de la guerre Iran-Irak. Au fil des ans, il a occupé des postes clés au sein de l'IRIAF, notamment ceux de chef d'état-major et de commandant par intérim, avant d'être nommé commandant en chef de 2018 à 2021.
De septembre 2021 à 2024, Aziz a été nommé chef d’état-major adjoint des forces armées, un poste qui reflète une responsabilité stratégique importante dans l’ensemble de l’établissement militaire iranien.
En août 2024, il a été nommé ministre de la Défense de l'Iran.